# Marjan Tomšič

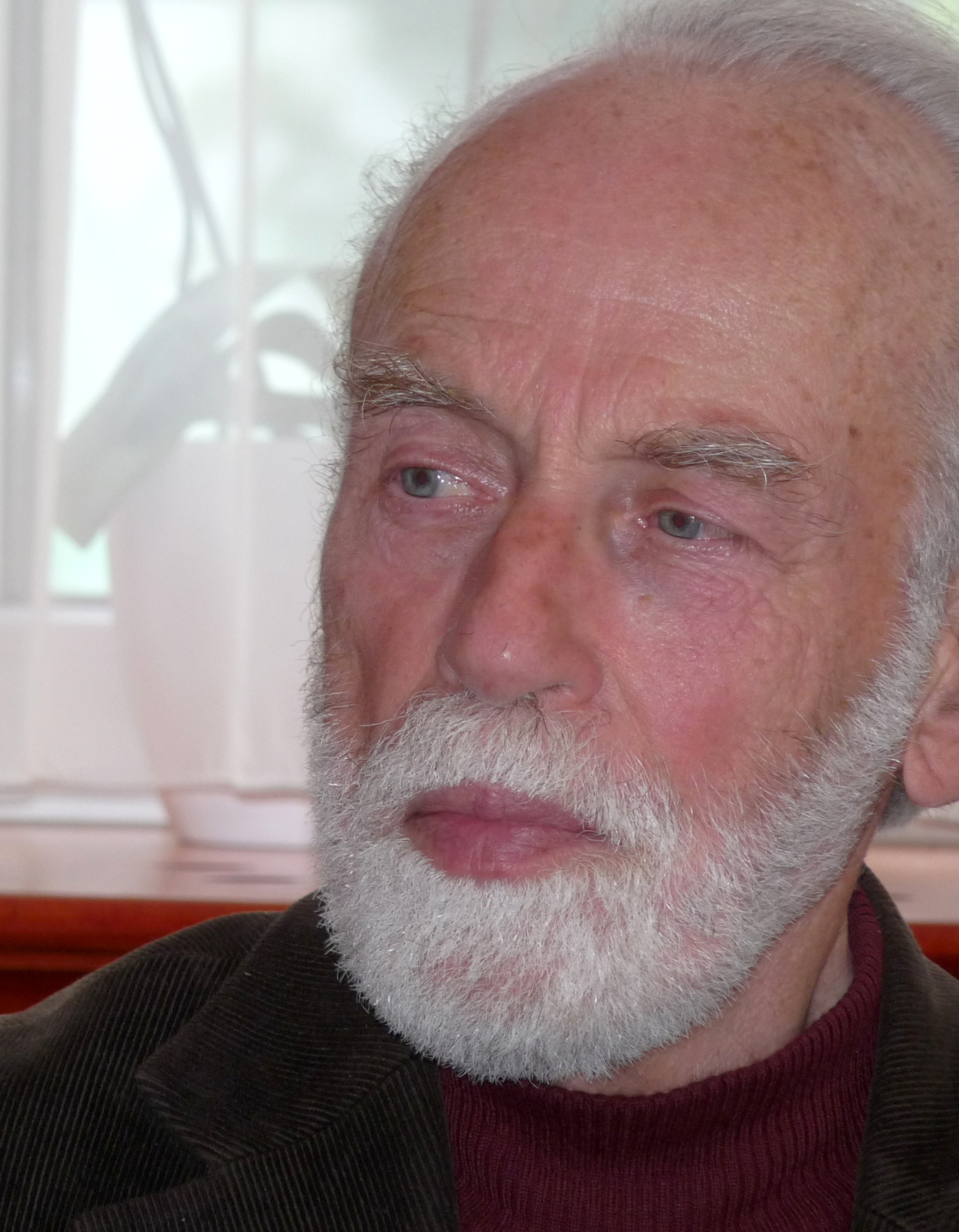
Marjan Tomšič (2014)

Marjan Tomšič (* 7. August 1939 in Rače, Königreich Jugoslawien; † 12. Juli 2023) war ein slowenischer Schriftsteller.

## Leben und Werk
Nach seinem Abitur in Maribor begann Tomšič 1958 ein Studium der Slawistik an der Universität Ljubljana. 1961 trat er aus Protest gegen die Entlassung seines Professors Anton Slodnjak aus dem Bund der Kommunisten aus und verlor somit Stipendium und Wohnung im Studentenwohnheim. Er hielt sich fortan mit Gelegenheitsarbeiten über Wasser und erlangte 1961 eine Anstellung als Grundschullehrer in Grahovo bei Cerknica. Nach drei Jahren kehrte er zurück nach Ljubljana, bekam als politisch verdächtige Person jedoch keine Arbeit. Nach seinem Wehrdienst in der Jugoslawischen Volksarmee zog Tomšič 1968 nach Istrien und war dort ebenfalls als Grundschullehrer tätig. Darüber hinaus arbeitete er auch als Journalist für Radio Koper sowie die Tageszeitungen Delo und Primorske novice. Von 1986 bis 1999 hatte er den Status eines selbstständigen Kulturschaffenden inne.
Tomšič schrieb hauptsächlich Prosa und war Autor zahlreicher Romane und Novellensammlungen. Sein literarisches Schaffen lässt sich durch zwei grundsätzliche Wesenszüge beschreiben. Zum einen sind Geschichte und Gegenwart Istriens immer wiederkehrender Gegenstand seiner Texte, zum anderen trägt seine Literatur häufig auch eine deutliche fantastisch-satirische Handschrift, wie z. B. sein Erstlingswerk Krog v krogu (1968, Kreis im Kreis), einer Sammlung verschiedener Texte. Seine Istrien-Romane und -erzählungen gelten als Höhepunkt seines literarischen Schaffens. So ist Tomšič, obwohl nur Zugezogener, derjenige Autor, der Istrien als Topos der slowenischen Literatur etabliert hat. Hierbei sind seine literarischen Figuren oft starke Frauen: In seinem erfolgreichsten Roman Šavrinke (1986, dt. Die Frauen der Schaurinia, 2009) beleuchtet er z. B. das Schicksal armer istrischer Frauen, die täglich nach Triest pendeln mussten, um dort landwirtschaftliche Produkte zu verkaufen. In Južni veter (2006, dt. Südwind, 2012) hingegen widmet er sich hingegen den sog. Alexandrinerinnen, slowenischen Frauen aus dem Gebiet um Nova Gorica, die ihre Familien verließen und nach Ägypten gingen, um als Dienstmädchen und Ammen Geld zu verdienen. Ein weiteres Merkmal von Tomšičs Texten ist ihre ausgeprägte sprachliche Polyphonie, durch die er die sprachliche Situation im traditionell mehrsprachigen und polykulturellen Istrien literarischen Ausdruck verleiht.
Neben Prosa hat Tomšič auch Dramen und Szenarien für Hörspiele und Zeichentrickfilme verfasst. Außerdem ist er Autor mehrerer Kinderbücher. 1993 erhielt er für seine Novellensammlung Kažuni und den Roman Oštrigeca den Preis der Prešeren-Stiftung, darüber hinaus war er mehrmals für den Kresnik-Preis für den besten slowenischen Roman des Jahres nominiert.
Marjan Tomšič starb im Juli 2023 im Alter von 83 Jahren.

## Publikationen (Auswahl)

### Romane
- Ti pa kar greš. Ljubljana, 1987.
- Kafra, Ljubljana, 1988.
- Šavrinke, Ljubljana 1986; 2., überarbeitete Version: Ljubljana, 1991; Nachdruck: Ljubljana, 2019.
  - dt. Übersetzung: Die Frauen der Schaurinia. Roman. Klagenfurt, Ljubljana, Wien, 2009. Übersetzt von Johann Strutz.
- Oštrigeca, Ljubljana 1991; Nachdruck: Ljubljana, 2019.
  - dt. Übersetzung: Óštrigéca. Eine magische Novelle aus Istrien. Klagenfurt, Ljubljana, Wien, 1995. Übersetzt von Hemma Schaar und Maria Sitter.
- Zrno od frmentona, Ljubljana, 1993; 2., überarbeitete Version: Ljubljana 2004.
- Ognjeni žar, Ljubljana, 1994.
- Vrnitev, Maribor, 1998.
- Škatlarji, Ljubljana, 1999.
- Norček, Ljubljana, 1996.
- Grenko morje, Ljubljana, 2003.

### Kurzgeschichten- und Erzählbände
- Krog v krogu, Ljubljana, 1968.
- Onstran, Ljubljana, 1980.
- Olive in sol, Ljubljana, 1983.
- Veter večnosti, Ljubljana, 1989.
- Kažuni, Ljubljana, 1990.
- Vruja, Koper, 1994.
- Prah vesolja, Ljubljana, 1999.
- Rubinaste in zlate čaše, Portorož, 2000.
- Južni veter, Ljubljana, 2006.
  - Südwind. Geschichten slowenischer Ägypterinnen. Ljubljana, 2012. Übersetzt von Daniela Kocmut und Metka Wakounig.